# Classe Royal Sovereign
Ne doit pas être confondu avec Classe Revenge.
La classe Royal Sovereign est une classe de cuirassés de la Royal Navy achevée en quarante deux mois, à Portsmouth après son lancement en 1891.
Les huit navires de la série furent les Royal Sovereign, Empress of India, Ramillies, Repulse, Resolution, Revenge et le Royal Oak lancés en 1891 et 1892 et le Hood qui fut le seul à avoir son armement en tourelles au lieu des barbettes des autres navires. Ils furent une des réalisations au titre de l'acte de défense naval de 1889 qui fixait pour principe que la Royal Navy devait être aussi puissante que les deux marines qui la suivaient dans la hiérarchie mondiale.

## Caractéristiques

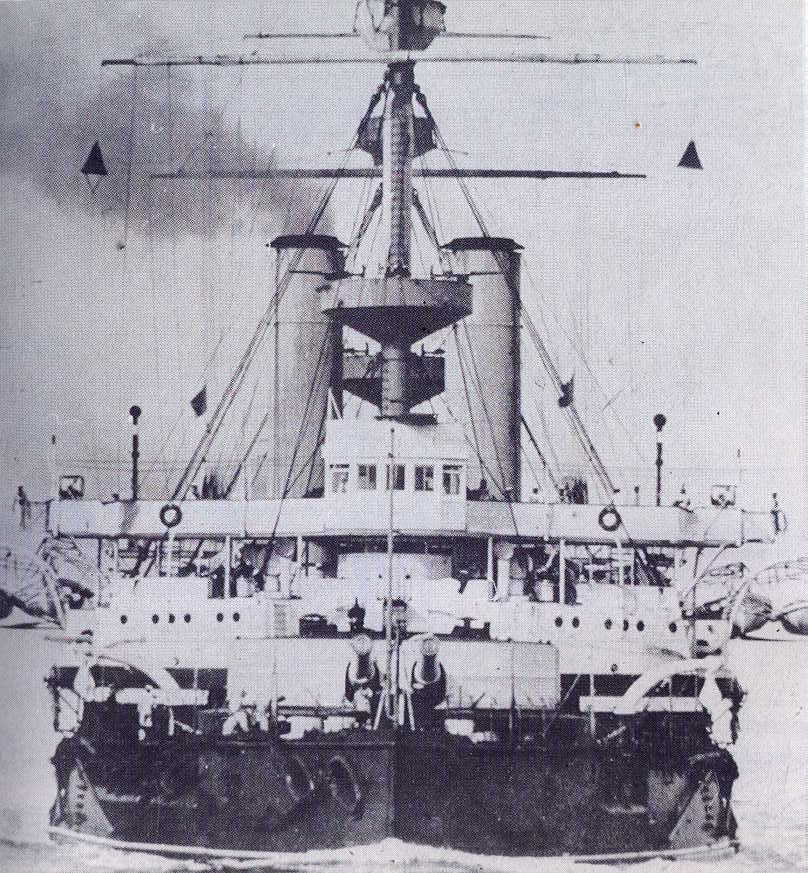
Le HMS Hood vue de face en 1901.

Comme le Dreadnought quinze ans plus tard, ils rendirent obsolètes tous les cuirassés produits jusqu'alors. Ils étaient bien plus grands que les classes précédentes et capables de filer à 17,5 nœuds. Ils représentaient une classe de transition entre les premiers cuirassés bas sur l’eau et les véritables dreadnoughts. Depuis qu’il n’existait plus de gréement dans la marine de guerre britannique, les francs-bords étaient restés bas afin de réduire la vulnérabilité à un tir rapproché et ainsi diminuer les zones de blindage indispensable, ce qui ne manquait pas de présenter de sérieux inconvénients en mer.
Les Royal Sovereign furent construits avec un pont supplémentaire, le franc bord atteignait 19 pieds et 6 pouces. Les 4 canons de 343 mm furent repris de la classe précédente (amiral) car on pensa qu'aucun des nouveaux canons de 305 mm ne pourrait être prêt à temps. Étant surélevés, on les plaça dans des barbettes découvertes où les canons jumelés étaient montés sur une simple plate-forme tournante à l’intérieur d’un bas réduit cuirassé. Les deux barbettes étaient placées à l'avant et à l'arrière du château d'où sortaient deux curieuses cheminées parallèles. Le HMS Hood, quant à lui, avec son armement en tourelle dut se contenter d'un franc bord de seulement 11 pieds et 3 pouces.
Ses 10 pièces de 152 mm durent être placées sur 2 niveaux, mais elles étaient d’un nouveau type à tir rapide spécialement conçu pour répondre à la menace croissante des torpilleurs. Au départ, celles du pont supérieur ne furent protégées que par un léger bouclier, mais largement espacées pour éviter les destructions multiples. Mais, en 1902 et 1903, une refonte les enferma dans des casemates. Chacune était servie par trente et un hommes (huit pour le canon, sept dans la chambre de préparation des munitions et huit dans chacun des deux magasins.
Ils étaient aussi remarquablement bien protégés pour l'époque. Deux ceintures cuirassées constituant leur protection verticale, à la suite des enseignements de la campagne de tir sur le vieux HMS Resitence. Une première, épaisse de 457 mm, s'amincissait à 356 en protégeant les deux barbettes. Une seconde, beaucoup plus légère puisque qu'épaisse seulement de 102 mm, placée devant, devait provoquer l'explosion des plus petits obus. Les soutes à charbon cloisonnées offraient un supplément de protection. Le pont de protection était épais de 76 mm et s'amincissait à 64 tout en s'inclinant vers le bas. Il devait ainsi limiter la perte de flottabilité même s'il était perforé.

## Historique
Au déclenchement de la Première Guerre mondiale, ces vaisseaux avaient été retirés du service entre 1909 et 1914 à l’exception du Revenge qui fut rebaptisé Redoubtable en 1915, pour céder le nom au cuirassé en construction de la classe Revenge.

### HMSRoyal Sovereign
Il servit dans de nombreuses flottes de la Royal Navy et finit par être démoli en 1913.

### HMSEmpress of India
Il devait prendre le nom de HMS Renown ; il finit sa carrière comme cible en 1913.

### HMSRamillies
Il servit dans la Mediterranean Fleet puis la Home Fleet ; il fut démoli en 1913.

### HMSRepulse
Il servit dans le Channel Squadron, et il fut démoli en 1911.

### HMSResolution
Il servit dans le Channel Squadron, et il fut démoli en 1914.

### HMSRevenge
Il fut le navire amiral pendant le blocus de la Crète en 1898.
En 1914 et au début 1915, détaché auprès du commandement maritime de Douvres, il servit au bombardement des positions allemande en Belgique jusqu’à une portée de 14 630 m, en attendant le lancement de monitors plus appropriés à la tâche. Ses canons étaient recalibrés à 305 mm et sa coque recouverte de tôles faussées pour résister aux torpilles et faire prendre de la gite au navire dans le but d’accroître sa hausse et sa portée. Il fut démoli en 1919.

### HMSRoyal Oak
Il servit dans le Special Flying Squadron et dans la Home Fleet. Il fut démoli en 1914.

### HMSHood
Il servit dans la Mediterranean Fleet puis la Home Fleet. En novembre 1914, il fut coulé comme obstruction dans la baie de Portland.